# Yukihito Kajiya
Yukihito Kajiya (japanisch 梶谷 政仁 Kajiya Yukihito; * 9. März 2000 in der Präfektur Saitama) ist ein japanischer Fußballspieler.

## Karriere
Yukihito Kajiya erlernte das Fußballspielen in den Jugendmannschaften vom Astron FC und dem AC Asumi, in der Schulmannschaft der Shochi Fukaya High School sowie in der Universitätsmannschaft der Kokushikan-Universität. Seinen ersten Profivertrag unterschrieb er am 1. Februar 2022 bei Sagan Tosu. Die Mannschaft aus Tosu, einer Stadt in der Präfektur Saga, spielte in der ersten japanischen Liga. In seiner ersten Saison wurde er von Tosu viermal im Ligapokal sowie einmal im Pokal eingesetzt. In der Liga kam er nicht zum Einsatz. Am 1. Februar 2023 wechselte er auf Leihbasis zum Zweitligisten Blaublitz Akita. Sein Zweitligadebüt für den Verein aus Akita gab Yukihito Kajiya am 18. Februar 2023 (1. Spieltag) im Auswärtsspiel gegen Thespakusatsu Gunma. Bei dem 0:0-Unentschieden wurde er in der 90.+3 Minute für Shōta Aoki eingewechselt. In der Saison 2023 bestritt er 38 Zweitligaspiele für Akita. Nach der Ausleihe wurde Kajiya von Akita am 1. Februar 2024 fest unter Vertrag genommen. 